# Cuộc tổng tấn công của Brusilov
Chiến dịch tấn công Brusilov là cuộc tấn công diễn ra từ 4 tháng 6 đến ngày 20 tháng 9 năm 1916 trong Chiến tranh thế giới thứ nhất của Đế quốc Nga nhằm vào Đế quốc Áo-Hung tại Galicia. Với số lượng tù binh đáng ấn tượng, trận Brusilov thể hiện nỗ lực lớn nhất của nước Nga trong cuộc chiến tranh. Đây là một trong những trận đánh nổi tiếng nhất của cuộc Đại chiến này, trở nên chiến thắng rất hiếm có và hiển hách nhất của quân Nga trong Đại chiến thế giới thứ nhất. Trận này cũng được xem là đại thắng cuối cùng trong quân sử Đế quốc Nga. Người đã chỉ huy cuộc tổng tấn công này là Đại tướng Aleksei Alekseevich Brusilov, chỉ huy của phương diện quân Tây Nam Nga và cuộc tổng tấn công này do đó đã mang tên ông.
Với việc phòng tuyến quân Áo-Hung bị đục thủng rất nhanh chóng, cuộc tổng tấn công này sau đó đã đem lại thắng lợi rất lớn cho quân Nga, tiêu diệt hoàn toàn chủ lực của quân đội Áo-Hung. Quân Nga đánh úp thình lình, đập tan nát quân Áo-Hung dọc theo mặt trận dài 20 cây số, và chiếm được rất nhiều đất đai. Với chiến thắng rực rỡ của mình, quân Nga cũng bắt được vô số tù binh và còn cướp được hàng trăm khẩu đại pháo của Áo-Hung, lại còn hoàn tất mục tiêu của mình, khiến Đế quốc Áo-Hung đến bên vực thẳm. Quân Nga thắng to đã tràn vào Galicia và được người Slavơ ở đó theo về, do họ mong muốn đoàn quân Nga chiến thắng sẽ giải phóng họ khỏi xiềng xích nô dịch của Vương triều nhà Habsburg. Với thất bại này, quân Áo-Hung phải phụ thuộc nghiêm trọng vào quân Đức trên Mặt trận phía Đông, Bộ Tư lệnh Áo-Hung trên Mặt trận phía Đông bây giờ coi như hợp nhất với Bộ Tư lệnh Đức.
Tổn thất của quân Áo-Hung là rất nặng nề (chưa kể họ còn mất nhiều vũ khí), tuy nhiên để đổi lại, quân đội Nga hoàn toàn kiệt quệ, thiệt hại to lớn (từ hơn nửa triệu lính cho tới hàng triệu lính theo tùy nguồn, ngoài ra có tổn thất nặng nề về nguyên liệu) trong khi 40 vạn quân dự bị cũng bị đem ra dùng hết. Quân Đức tăng viện cho Mặt trận phía Đông, trong khi sự thiếu nguồn lương thực khiến cho quân Nga phải chấm dứt trận Brusilov, sau những thắng lợi nhỏ nhoi của mình trong tháng 8 và tháng 9. Một lý do dẫn đến sự tổn hại to lớn của quân Nga trong cuộc tổng tấn công này là do chiến thuật đầy thảm họa của ông là đổ dồn bộ binh vào tấn công, mà ông bắt đầu áp dụng từ hồi tháng 8 năm 1916, bấp chấp tinh thần cầu tiến của ông đã đem lại chiến thắng rực rỡ cho quân lực Nga khi Chiến dịch Brusilov mới mở đầu.
Song, trận thắng lớn của quân Nga trong cuộc tổng tấn công này là một bước ngoặt quyết định trong cuộc Chiến tranh thế giới lần thứ nhất. Với việc quân chủ lực Áo-Hung hoàn toàn bị hủy hoại, cộng thêm sự tham chiến của România sau đại thắng của Brusilov, khiến cho nước Nga dễ dàng mở thêm các cuộc công kích khác. Ngoài ra, chiến thắng của người Nga cũng làm giảm áp lực cho quân Pháp và quân Ý trên các Mặt trận của họ. Thậm chí chiến thắng to lớn của quân Nga trong Chiến dịch Brusilov có khi còn được xem là thắng lợi vẻ vang nhất của phe Hiệp Ước trong suốt cuộc Chiến tranh thế giới thứ nhất, hoặc ít ra cũng được đánh giá là chiến thắng lớn nhất của khối Hiệp Ước trong năm 1916. Nhưng, trong khi đó, đại thắng không mang lại một thắng lợi quyết định sĩ khí quân Nga giảm sút, người dân Nga xem đây là một thất bại nữa và góp phần dẫn đến cách mạng trong năm 1917.
Đại thắng của quân Nga trong cuộc Tổng tấn công của Đại tướng Brusilov đã thúc đẩy xứ România nhảy vào tham chiến trong phe Hiệp Ước. Chiến thắng to tát này khiến cho Đại tướng A. A. Brusilov trở thành vị anh hùng của Mặt trận phía Đông thời Đại chiến, trong khi quân Nga trên đà thắng lợi đã chiếm được một khoản đất đai rất rộng lớn. Với sự không thể nào hồi phục lại nữa của quân lực Áo-Hung và sự suy kiệt của quân lực Nga, đại thắng của quân Nga trong trận Brusilov dẫn tới sự sụp đổ hoàn toàn của hai Nhà nước phong kiến hùng mạnh này. Qua đó, đại thắng này trở nên một bước ngoặt trong lịch sử vùng Đông Âu. Giai đoạn cuối của Chiến dịch này cũng cho thấy khả năng chiến đấu tốt của Binh đoàn Carpath của Quân đội Đức.

## Nguyên nhân
Vào năm 1915, sau khi không loại được Đế quốc Nga ra khỏi vòng chiến, đến năm 1916 Đế chế Đức quyết định dồn lực lượng sang Mặt trận phía Tây để đánh Pháp. Vào ngày 21 tháng 2 năm 1916, trận Verdun bắt đầu. Trước sức tấn công mạnh mẽ của quân Đức, Pháp đã phải cầu cứu các nước đồng minh của mình trong phe hiệp ước như Đế quốc Anh, Nga và Ý với hi vọng quân Đức sẽ phải dồn quân sang mặt trận phía đông để đối đầu với những đợt tấn công của quân Nga. Trước việc đó, tướng Aleksei Brusilov - một danh tướng kỳ tài trong quân lực Nga thời đó, chỉ huy phương diện quân Tây Nam của Nga đã vạch ra một kế hoạch tấn công quân đội của Đế quốc Áo-Hung tại Galicia với mục đích vừa giúp đỡ Pháp và Anh ở mặt trận phía tây lại vừa loại luôn đế quốc Áo-Hung ra khỏi cuộc chiến. Không những thế, điều này cũng sẽ giải nguy cho quân Ý thoát khỏi những khó khăn của họ trên Mặt trận Ý. Số là do lúc ấy quân Áo-Hung tiến công quân Ý trong Chiến dịch Asiago và ngay lập tức đánh cho quân Ý thảm bại.

## Kế hoạch và sự chuẩn bị của quân Nga

### Kế hoạch của quân Nga
Kế hoạch tấn công Galicia, nơi tập trung quân chủ lực của quân đội Áo-Hung của Đại tướng Aleksei Brusilov ban đầu đã bị một số tướng lĩnh khác phản đối kịch liệt như Đại tướng Aleksei Evert, một người có thiên hướng phòng ngự. Thực chất, Brusilov là vị tướng Nga duy nhất cho rằng quân đội mình có thể tiến công quy mô lớn. Tuy nhiên Nga hoàng Nikolai II đã chuẩn y kế hoạch tấn công của Brusilov. Mục tiêu được chọn cho cuộc tấn công là thành phố Kovel và Lemberg là nơi đã bị mất về tay phe Liên minh Trung tâm trong các năm trước đó.

### Sự chuẩn bị của quân Nga
Do sức ép ở chiến trường phía Tây ngày càng lớn nên người Nga chuẩn bị cho cuộc tổng tấn công này tương đối vội vàng. Dù hình ảnh thu thập từ Không quân, ông vạch ra rất chi tiết các cứ điểm của quân Áo-Hung xuyên suốt mặt trận dài 200 dặm Anh, và giao bản đồ từng khu vực một cho các vị Tư lệnh dưới quyền. Mỗi vị trong số bốn Tư lệnh Tập đoàn quân dưới quyền Brusilov đều chọn một khu vực nhất định để mà công kích quân địch.
Sự chuẩn bị của ông cho chiến dịch sắp tới được tác giả Spencer Tucker đánh giá cao. Brusilov lúc này có trong tay 40 sư đoàn bộ binh (573.000 người), 15 sư đoàn kỵ binh (60.000 người) và ông phải đối mặt với 39 sư đoàn bộ binh (437 000 người) và 10 sư đoàn kị binh (30.000 người) của quân đội Áo-Hung cộng với quân tiếp viện của Đức. Quân Nga bí mật tiến sát các chiến hào của quân đội Áo-Hung đến khoảng 100 yards (91 m) và một số vị trí lên đến 75 yards (69 m). Họ cũng khôn khéo che giấu được lực lượng Dự Bị Nga khỏi tầm mắt của binh lính Áo-Hung.

## Diễn biến

### Giai đoạn đầu

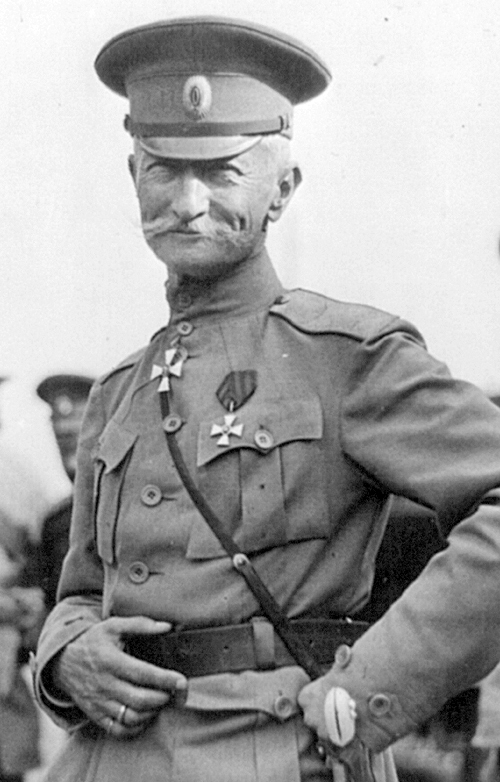
Tướng Aleksei Brusilov

Quân Áo-Hung chưa hề chuẩn bị trước để đánh bại cuộc tiến công của quân Nga. Ngày 4 tháng 6, quân Nga bắt đầu đợt tấn công ồ ạt với sự tập trung 600.000 quân và 1.930 cỗ pháo trên một chiến tuyến dài 400 cây số và vấp phải sức kháng cự mạnh mẽ của phòng tuyến pháo binh Áo-Hung. Các khẩu khinh pháo của quân Nga bắn nát dây thép gai của quân Áo-Hung. Cuộc pháo chiến dữ dội của hai bên diễn ra đến ngày 5 tháng 6 khi quân Nga chọc thủng thành công phòng tuyến của quân Áo. Ngày 7 tháng 6, quân Nga tràn lên chiếm Lucok. Quân Nga đánh bại được quân Áo ở cả bốn địa điểm. Sở dĩ chiến dịch giành thắng lợi lớn ở giai đoạn đầu là do tướng Brusilov đã áp dụng chiến thuật mới, sử dụng các lực lượng xung kích (shock troop) gây bất ngờ cho quân đội Áo-Hung đồng thời tập trung tấn công vào các yếu điểm trong hệ thống phòng ngự của đối phương. Người Đức trước đó đã phát triển chiến thuật xâm nhập trên Mặt trận phía Tây do Willy Rohr sáng tạo năm 1915. Rohr được coi là người khởi xướng chiến thuật với quân xung kích, không phải Brusilov. Quân Nga đã đạt được mục tiêu của mình là giải nguy cho nước Ý khỏi sự tấn công của Đế quốc Áo-Hung và đẩy bớt quân Đức khỏi Mặt trận phía Tây.
Ngày 8 tháng 6, phương diện quân Tây Nam của tướng Brusilov đã chiếm thành phố Lutsk. Tướng chỉ huy của quân đội Áo-Hung, Đại vương công Joseph Ferdinand của Áo, đã trốn thoát khỏi thành phố vừa kịp trước lúc quân Nga đến. Khi quân đội Áo-Hung rút lui, Nga bắt được 200.000 tù binh. Xét về mặt tù binh, trận này quân Nga thắng lớn hơn mọi trận đánh khác của cuộc Đại chiến thứ nhất. Quân của tướng Brusilov đến lúc này đã tấn công trên một địa hình trải rộng quá mức do đó để tiến xa hơn nữa, quân Nga phải phụ thuộc vào sự tiếp viện của Đại tướng Evert. Tuy nhiên sự chậm trễ của tướng Evert đã tạo điều kiện cho bộ tư lệnh quân Đức gởi viện binh đến chiến trường Đông Âu, làm thất bại kế hoạch tiến xa của tướng Brusilov về sau. Vào ngày 16 tháng 6 năm 1916, sau khi đã tạo nên cả mớ lỗ hổng cho quân lực Áo-Hung trong suốt trận chiến vừa qua, người Nga tiến vào thủ phủ Czernowitz và chiếm đóng vùng Bukovina.
Theo Spencer Tucker, thắng lợi vang dội trong các đợt tiến công ban đầu đã mang lại 40 vạn tù binh cho quân Nga. Theo ghi nhận của các tác giả Benjamin Frankel và Dennis E. Showalter, quân Nga tóm gọn 125.000 tù binh Áo trong 4 ngày đầu tiên của chiến dịch. Thảm bại này đã khiến cho quân Áo không thể nào hồi phục được nữa. Vốn đã suy kiệt tinh thần, giờ đây sĩ khí quân đội Áo đã hoàn toàn tan vỡ.
Trong buổi gặp mặt cùng ngày thành phố Lutsk thất thủ, tham mưu trưởng quân đội Đức Erich von Falkenhayn đã thuyết phục tướng Áo Franz Conrad von Hötzendorf chấm dứt chiến dịch Asiago, để kéo quân từ Mặt trận Ý trở về để chống lại quân đội Nga ở Galicia. Trong cuộc hội kiến, Falkenhayn đã mắng nhiếc Conrad đến mức sau này vị tướng Áo phải nói là thà ông" tát vào mặt mình 10 phát" còn hơn là gặp gỡ Bộ Tổng Tham mưu Đức. Thống chế Đức Paul von Hindenburg, người chỉ huy quân đội Đức ở mặt trận Đông Âu (Oberkommando-Ost) đã đề nghị chuyển bớt quân Đức từ chiến trường Tây Âu đến bằng xe lửa. Falkenhayn cũng sai Tướng Hans von Seeckt kéo một đoàn quân Đức - Áo về phía Đông, và tuy Conrad rất tủi hổ trước sự phỉ báng của Falkenhayn, ông rất đề cao tầm quan trọng của viện binh Đức như là nguồn giải thoát Đế quốc Áo-Hung khỏi nguy cơ hoàn toàn sụp đổ. Trong khi ấy, quân Nga tràn vào vùng Galicia và nhanh chóng được nhiều người Slav trong Đế quốc Áo-Hung theo về. Cộng đồng người Tiệp Khắc, người Ba Lan, người Slovakia, người Ruthenes và người Serbia khước từ chiến đấu, dù họ là thần dân của Hoàng đế Franz Joseph I mà họ không hề mến mộ,: họ sẵn sàng đầu hàng quân Nga còn hơn phải chịu sự cai trị của Đế quốc Áo-Hung, và chủ trương mở rộng cánh cửa cho người Nga đô hộ. Chiếm 1/3 số lượng tù bnh của Nga, họ mong muốn gây dựng "Đại Dân tộc Slavơ" và lật nhào sự thống trị của Vương triều Habsburg. Mặc dù các tướng lĩnh khác của phe Hiệp Ước luôn khát khao sẽ làm nên một đại thắng tầm cỡ Brusilov trong ngày đầu, họ không bao giờ thành công. Tuy nhiên, trong số đó, do quân Nga đã từng đàn áp Ba Lan, nên người Ba Lan tỏ ra không mấy hào nhoáng khi tham gia quân đội Nga.

### Trận chiến kết thúc
Việc điều động 10 Sư đoàn Đức sang Mặt trận phía Đông được xem là một thành tựu ấn tượng của người Đức về tiếp tế. Cuối cùng vào ngày 18 tháng 6 năm 1916, quân Nga mới mở một đợt tấn công yếu ớt dưới sự chỉ huy của tướng Evert. Quân Áo-Hung được quân Đức sự hỗ trợ đã xây dựng lại hệ thống phòng vệ, phục hồi kỷ luật quân đội và chuẩn bị chống chọi với đợt tiến công tiếp theo của quân Nga. Ngày 24 tháng 7, tướng Alexander von Linsingen phản công và tạm thời ngăn được bước tiến của quân đội Nga, gây thiệt hại nặng nề cho đối phương. Ngày 28 tháng 7, tướng Brusilov lại tiếp tục đợt tấn công mới và mặc dù quân đội của ông thiếu nguồn tiếp tế nhưng đập tan quân Áo-Hung, và vẫn chiếm được núi Carpathian vào ngày 20 tháng 9. Dù vậy, vào ngày 7 tháng 8 năm 1916, quân Đức của Tướng Linsingen đã đánh bật và gây tổn thất không nhỏ cho quân Nga.
Trong khi đó, tình hình quân Áo-Hung trở nên nguy kịch, buộc Đế quốc Ottoman phải tăng viện hai Sư đoàn cho họ, và vào ngày 28 tháng 8 năm 1916, Bộ Tổng Tham mưu Áo-Hung giao hết quyền chỉ đạo chiến dịch cho Bộ Tổng Tham mưu Đức. Trước sự kiện này, quân Romania nhảy vào tham chiến bên phe Hiệp Ước khiến cho sứ mạng của người Nga đã hoàn tất. Bộ chỉ huy tối cao quân đội Nga bắt đầu chuyển quân dưới quyền Evert sang Brusilov để tăng cường sức tấn công nhưng quân lính Nga ngày càng tỏ ra bất mãn do thương vong ngày càng nhiều. Chính trong đợt tấn công này, Brusilov lại sử dụng lối xua Bộ binh ồ ạt tấn công như thông thường, nên bị đánh thiệt hại nặng. Cho dù cuộc tấn công cuối cùng cuối cùng đã thắng lợi, Quân đội Nga ngày càng uể oải và thiếu lương thực, cộng với việc quân đội Romania đang thất bại liên tiếp trước quân Đức, Áo-Hung nên quân đội Nga phải chuyển sang mặt trận Romania để giúp đồng minh. Chiến dịch Brusilov chính thức chấm dứt. Các nguyên nhân kết thúc khác của Chiến dịch Brusilov có thể được xem là do quân Đức tăng viện cho Áo-Hung và các Cụm Tập đoàn quân Nga khác thiếu hợp tác chặt chẽ với Brusilov.

## Kết quả
Chiến dịch tấn công Brusilov đã làm thay đổi cục diện chiến tranh rất nhiều. Mở đầu với một thắng lợi bất ngờ có ý nghĩa to lớn, trận Brusilov là trận tấn công hay nhất, mà cũng là chiến thắng vĩ đại nhất của lực lượng Quân đội Nga trong cuộc Chiến tranh thế giới lần thứ nhất, như các nhà sử học phương Tây nhận định. Thậm chí Chiến dịch này có khi còn được xem là chiến thắng to tát nhất của phe Hiệp Ước trong cuộc Đại chiến thế giới lần thứ nhất. Ít ra thì cũng có sách đánh giá chiến thắng vẻ vang này như trận thắng vĩ đại nhất của khối Hiệp Ước trong năm 1916. Số quân chủ lực Áo-Hung chết trong đợt tấn công này của người Nga đã làm cho đế quốc Áo-Hung hoàn toàn suy kiệt trong cuộc chiến tranh này và không còn có khả năng quân sự để mà tham chiến nữa. Với vô vàn lãnh thổ chiếm lĩnh được, quân Nga đã đoạt lại được tất cả những đất đai bị mất hồi năm 1915 và thậm chí còn đe dọa đến xứ Hungary, chỉ nhờ các chỉ huy quân sự Đức nhanh tay hành động mà Mặt trận mới được giữ vững và nền quân chủ Habsburg không bị sụp đổ hoàn toàn. Không những thế, nếu Tướng Evert hợp tác chặt chẽ hơn với Brusilov, thì hẳn là nước Áo đã bị loại khỏi vòng chiến.
Từ lúc ấy, Áo-Hung càng lệ thuộc hơn vào Đức, thậm chí có khi họ còn phải tìm kiếm một nền hòa bình riêng rẽ cho mình. Bộ Tư lệnh của Đế quốc Áo-Hung coi như bây giờ toàn có dựa dẫm vào Bộ Chỉ huy của Đế chế Đức mà thôi. Trong công cuộc chiến đấu chống quân Nga vào tháng 8 năm 1916, Binh đoàn Carpathian của Đức trở nên quang vinh nhờ khả năng phòng vệ của họ ở đồng bằng Tartar và quận Ludova. Thất bại này của quân đội Áo-Hung cùng tổn thất nặng nề của quân đội Đức ở chiến trường phía tây trong các trận Verdun và Somme đã làm cho phe Liên minh Trung tâm trở nên nhẹ nhõm, từ thế tấn công phải chuyển sang phòng ngự ở cả hai mặt trận Đông và Tây. Chỉ trong 10 tuần, Brusilov đã bắt giữ 8.255 sĩ quan và 370.153 người. Ông trở thành vị anh hùng của phe Hiệp ước trên Mặt trận phía Đông.
Chiến dịch tấn công Brusilov được coi là một trong những chiến dịch quan trọng nhất trong chiến tranh. Đối với phe Hiệp ước thì chiến dịch này đã khiến thế chủ động trên chiến trường chuyển về phía họ. Ngày 1 tháng 7 năm 1916, liên quân Anh-Pháp phát động Chiến dịch tấn công Somme bùng nổ với sự phản công lớn của liên quân Anh-Pháp cộng với thắng lợi của cuộc tấn công này mà quân Đức phải điều quân từ Verdun về, giúp cho quân Pháp phản công đánh lui quân Đức về vị trí cũ trước Chiến dịch Verdun. Mọi người đương thời, và chính Brusilov cũng thừa nhận rằng thắng lợi của chiến dịch cùng tên ông đã giải nguy cho Verdun nói riêng và liên quân Anh - Pháp trên Mặt trận phía Tây nói chung. Không những thế, quân Ý cũng được cứu vãn. Quân Áo-Hung đã thua lớn hơn hẳn mọi hy vọng của người Ý, và quân Ý đã được giải cứu ngay thời khắc cuối cùng còn có thể: vào ngày 3 tháng 6 năm 1916, quân Áo đập tan lính phóng lựu Ý ở cực Nam cao nguyên Asiago, và đây là thắng lợi lớn cuối cùng của họ tại Asiago. Sau thảm họa Brusilov, Tham mưu trưởng Conrad phải dời hai Sư đoàn từ Mặt trận Ý về tăng viện cho Mặt trận phía Đông. Tình hình quân Ý trở nên ổn định. Ngoài ra, đại thắng của Chiến dịch tấn công Brusilov còn có một ý nghĩa to lớn: Vương quốc România được thuyết phục rõ ràng và gia nhập phe Hiệp ước, tuyên chiến với Áo vào ngày 27 tháng 8 năm 1916. Điều này càng tạo thêm nguy cơ bị loại khỏi vòng chiến cho Đế quốc Áo-Hung.
Đồng thời, thắng lợi của Chiến dịch Brusilov cũng khiến Đức hoàng Wilhelm II mất lòng tin vào Tổng Tham mưu trưởng Falkenhayn, góp phần khiến ông huyền chức Von Falkenhayn và cử Thống chế Hindenburg lên thay. Tuy nhiên, cuộc chiến dịch này mang chút tính chất của một chiến thắng kiểu Pyrros: nó đã khiến thiệt hại gần 500.000 lính Nga, gây cho sĩ khí quân đội Nga giảm sút trầm trọng, một lượng lớn binh lính Nga ngày càng bất mãn với cuộc chiến và đó là một trong những nguyên nhân trực tiếp dẫn đến cuộc Cách mạng Nga năm 1917. Có tài liệu cho hay, tổn thất của quân Nga trong chiến dịch Brusilov chiếm một nửa của quân Nga trong cả cuộc chiến. Thành thử, trận đánh này còn được coi là sự hy sinh lớn nhất của Nga cho thắng lợi của phe Hiệp Ước trong chiến tranh. Do suy kiệt quân Nga không thể mở một chiến dịch tấn công nữa cho đến khi Nga hoàng bị lật đổ, và họ cũng không thể củng cố thắng lợi của họ. Thêm nữa, quân Romania không lâu sau đó đã bị liên quân Đức - Bulgaria - Áo-Hung đánh tan tác. Do đó, tuy là một thắng lợi đỉnh cao của Đế quốc Nga, chiến dịch Brusilov cũng góp phần dẫn đến cho sự sụp đổ của họ. Điều này cũng đồng nghĩa với sự tiêu tan của quân đội Nga hoàng. Đó là "một trong những khủng hoảng lớn nhất trên Mặt trận phía Đông" - Brusilov viết vậy. Với ý nghĩa to lớn về cả chính trị và quân sự, chiến dịch là một bước ngoặt ở Mặt trận phía Đông nói riêng và trong lịch sử Đông Âu nói chung, dẫn tới sự sụp đổ của hai đế quốc Áo-Hung và Nga - sự chấm dứt của hai triều đại phong kiến hùng mạnh trong lịch sử châu Âu.
Tuy không phải là một thắng lợi quyết định, Chiến dịch Brusilov được nhìn nhận là thắng lợi lớn cuối cùng trong suốt lịch sử Đế quốc Nga. Ngoài ra, qua chiến dịch, Brusilov đã sử dụng một chiến thuật mới trong việc đột phá các tuyến phòng ngự đối phương. Ông sử dụng những nhóm lực lượng đặc biệt có nhiệm vụ tấn công và khai thác những điểm yếu nơi phòng tuyến quân Áo-Hung, từ đó tạo ra những lỗ hổng nơi phòng tuyến này và những người lính Nga còn lại cứ thế tràn lên chiếm lĩnh phòng tuyến. Chiến thuật này vốn đã được Willy Rohr, một sĩ quan quân đội Đức áp dụng đầu tiên khi đối mặt với chiến tranh chiến hào trong trận Hartmannswillerkopf năm 1915. Willy Rohr được coi là cha đẻ của chiến thuật xâm nhập  và có thể được xem là một bước đột phá lớn so với chiến thuật biển người mà hầu hết các nước đều đang sử dụng trong Chiến tranh thế giới thứ nhất. Quân đội Pháp cũng phát triển các chiến thuật tương tự tháng 4 năm 1915, được gọi là học thuyết la percée của Pháp. Cuối cùng, giống như chiến thuật la percée táo bạo của Pháp tại trận Artois thứ hai năm 1915, những chiến thuật này quá tốn kém để duy trì. Quân đội Đế quốc Nga không bao giờ hoàn toàn bình phục, và những tổn thất hoành tráng của rất nhiều binh lính Nga đã góp phần cho cuộc Cách mạng Nga năm 1917, dẫn đến sự tan rã quân đội Đế quốc Nga.
Sự cầu tiến của Brusilov đã mang lại đại thắng cho ông. Tuy nhiên, người Nga đã không nhận ra được tính hiệu quả của chiến thuật này. Ngược lại người Đức đã sử dụng chiến thuật xâm nhập trong trận Verdun và sau đó đã sử dụng các lực lượng xung kích "Sturmtruppen" ("storm troopers") và đã giành được những thành công vang dội trong trận Caporetto năm 1917 (Mặt trận Ý) và Tổng tấn công Mùa xuân 1918 trên Mặt trận phía Tây. Chiến thuật đột phá tiếp tục đóng một vai trò chính trong chiến thuật Blitzkrieg (chiến tranh chớp nhoáng) của người Đức đầu Chiến tranh thế giới thứ hai và cuộc tổng tấn công của quân Đồng Minh đánh bại Đức Quốc xã giai đoạn cuối. Chiến thuật này thậm chí còn được thấy sau này ở Chiến tranh Triều Tiên và Chiến tranh Đông Dương.